# Dmitri Bulgákov
Dmitri Vitálievich Bulgakov (en ruso: Дмитрий Витальевич Булгаков; Verkhneye Gurovo, óblast de Kursk, 20 de octubre de 1954) es un militar ruso, especialista en el campo del apoyo logístico de las fuerzas armadas. Fue Viceministro de Defensa de la Federación de Rusia desde el 2 de diciembre de 2008. General del ejército en 2011, recibió el título de Héroe de la Federación de Rusia en 2016.
En septiembre de 2022, debido a los problemas logísticos generalizados del ejército ruso en la invasión de Ucrania, fue destituido y reemplazado por el coronel general Mijaíl Mizintsev. 

## Biografía
Dmitri Bulgakov nació el 20 de octubre de 1954 en Verkhneye Gurovo, óblast de Kursk. 
Se unió al ejército en 1972 y estudió en la Escuela Militar Superior de Logística de Volsk, que lleva el nombre de Lenin Red Banner Komsomol, entre 1972 y 1976. Egresó de la Academia Militar de Logística y Transporte entre 1982 y 1984. En 1992, se convirtió en General de División. Bulgakov también estudió en la Academia Militar del Estado Mayor de las Fuerzas Armadas de Rusia entre 1994 y 1996. En 1996 fue ascendido a teniente general.
Entre 1996 y 1997 se desempeñó como jefe de un almacén de alimentos, jefe de un departamento de almacenamiento, subcomandante de un regimiento de comunicaciones independiente para logística, subcomandante de brigada para logística, subcomandante de una división de fusileros motorizados para logística, subjefe de logística del Distrito Militar Trans-Baikal y jefe del estado mayor de logística del Distrito Militar de Moscú .
De 1997 a 2008 fue jefe del Estado Mayor de Logística de las Fuerzas Armadas de Rusia. Bulgakov se convirtió en coronel general en 2008. Del 2 de diciembre de 2008 al 27 de julio de 2010, Bulgakov se convirtió en Jefe de Logística de las Fuerzas Armadas y adjunto al Ministro de Defensa.  Desde el 27 de julio de 2010 fue ascendido a Viceministro de Defensa.  Bulgakov supervisa el Apoyo Logístico de las Fuerzas Armadas rusas . El 23 de febrero de 2011, Bulgakov recibió el rango militar de General del Ejército por Decreto del Presidente de Rusia. 
De 2015 a 2017, Bulgakov estuvo a cargo de cuestiones relacionadas con la construcción de una línea ferroviaria que pasa por alto Ucrania. Desde el inicio de la operación militar rusa en Siria en septiembre de 2015, está a cargo del suministro de las tropas rusas estacionadas en Siria.
Por el coraje y el heroísmo demostrados en el desempeño del deber militar, en mayo de 2016, Bulgakov recibió el título de Héroe de la Federación de Rusia.  En 2019, Bulgakov dirigió el Grupo Operativo del Ministerio de Defensa ruso para extinguir incendios forestales en el Krai de Krasnoyarsk, el Óblast de Irkutsk, Buriatia, el Krai de Zabaykalsky y Yakutia .  El 7 de octubre de 2020, como parte de la tripulación del SPM, entró personalmente en el territorio de un almacén de municiones en llamas en la provincia de Riazán. 
El 24 de septiembre de 2022, el Ministerio de Defensa ruso anunció la destitución de Bulgakov del cargo de viceministro de Defensa, una medida considerada como un castigo por los fracasos en la invasión rusa de Ucrania . 

### Detención
El 26 de julio de 2024, Bulgákov fue arrestado por el FSB acusado de corrupción  y enviado a la prisión de Lefórtovo en Moscú. 

### Sanciones
En septiembre de 2015, Bulgakov fue incluido en la lista de sanciones de Estados Unidos por la invasión rusa de Ucrania.  Por su parte, el gobierno del Reino Unido también lo incluyó en el listado de personas sancionadas con motivo de la guerra ruso-ucraniana. 

## Distinciones
- Héroe de la Federación de Rusia (2016) [12]
- Doctor en Ciencias Económicas
- Miembro de la Academia de Ciencias Militares de Rusia y correspondiente de la Academia de Humanidades.